# Iulian Chiriță
Iulian Chirită, né le 2 février 1967 à Târgoviște (Roumanie), est un footballeur roumain, qui évoluait au poste de milieu offensif au Rapid Bucarest et en équipe de Roumanie.
Chirită n'a marqué aucun but lors de ses trois sélections avec l'équipe de Roumanie en 1994. 

## Carrière de joueur
- 1985-1988 : CS Târgoviște
- 1987-1990 : Flacăra Moreni
- 1990-1992 : FC Brașov
- 1991-1997 : FC Rapid Bucarest
- 1996-1997 : FC Brașov
- 1996-1998 : FC Dinamo Bucarest
- 1997-1998 : FC Argeș Pitești
- 1998-1999 : Chindia Târgoviște

## Palmarès

### En équipe nationale
- 3 sélections et 0 but avec l'équipe de Roumanie en 1994.

### Avec le Rapid Bucarest
- Finaliste de la Coupe de Roumanie de football en 1995.